# Aulesti
Aulesti város Spanyolországban,  Bizkaia tartományban. Aulesti Gizaburuaga, Amoroto, Markina-Xemein, Cenarruza-Puebla de Bolívar, Munitibar-Arbatzegi Gerrikaitz, Mendata és Nabarniz községekkel határos. Lakosainak száma 643 fő (2024).

## Népesség
A település lakosságának változását az alábbi diagram mutatja:
| Lakosok száma | 652  | 659  | 674  | 683  | 669  | 654  | 658  | 654  | 655  | 643  |
|               | 2001 | 2004 | 2007 | 2009 | 2012 | 2014 | 2017 | 2019 | 2022 | 2024 |